# Molophilus karaka
Molophilus karaka là một loài ruồi trong họ Limoniidae. Chúng phân bố ở miền Australasia.